# Nozdrivka, Bilovodsk
Nozdrivka (în ucraineană Ноздрівка) este un sat în comuna Horodîșce din raionul Bilovodsk, regiunea Luhansk, Ucraina.

## Demografie
Componența lingvistică a localității Nozdrivka
     Ucraineană (52,17%)
     Rusă (47,83%)
Conform recensământului din 2001, majoritatea populației localității Nozdrivka era vorbitoare de ucraineană (52,17%), existând în minoritate și vorbitori de rusă (47,83%).